# نيكولا مولر (لاعب إسكواش)
نيكولا مولر هو لاعب إسكواش سويسري، ولد في 24 أغسطس 1989 في فينترتور في سويسرا.

## وصلات خارجية
- نيكولا مولر على موقع الاتحاد الدولي لمحترفي الاسكواش (مؤرشف) (الإنجليزية)
- نيكولا مولر على موقع SquashInfo.com (الإنجليزية)